# Батлер Бич (Флорида)
Батлер Бич (енгл. Butler Beach) насељено је место без административног статуса у америчкој савезној држави Флорида.

## Демографија
По попису из 2010. године број становника је 4.951, што је 515 (11,6%) становника више него 2000. године.
| Група             | 2000.         | 2010.         |
| Белци             | 4.299 (96,9%) | 4.727 (95,5%) |
| Афроамериканци    | 13 (0,3%)     | 28 (0,6%)     |
| Азијати           | 31 (0,7%)     | 40 (0,8%)     |
| Хиспаноамериканци | 66 (1,5%)     | 109 (2,2%)    |
| Укупно            | 4.436         | 4.951         |